# بلاذر أماباني
بلاذر أماباني (الاسم العلمي: Anacardium amapaense) هو نوع من النباتات يتبع جنس البلاذر من فصيلة البلاذرية.